# Richard Belzer

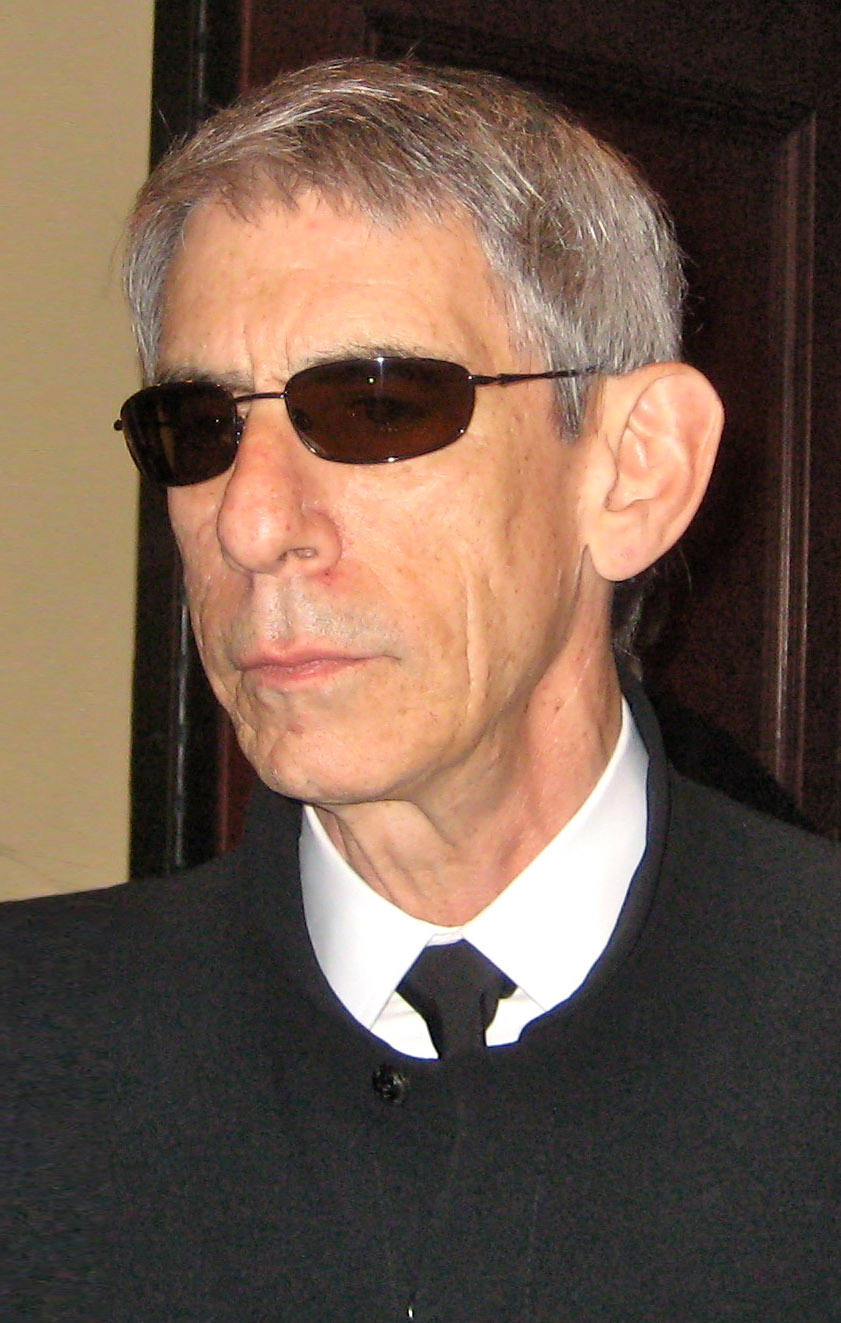
Richard Belzer (2009)

Richard Jay Belzer (* 4. August 1944 in Bridgeport, Connecticut; † 19. Februar 2023 in Beaulieu-sur-Mer, Frankreich) war ein US-amerikanischer Komiker und Schauspieler.

## Leben
Belzer wurde 1944 als zweites Kind eines jüdischen Kioskbesitzers in Connecticut geboren. Mit 18 verlor er seine Mutter Francis durch Krebs, mit 22 seinen Vater Charles durch Suizid. Zu seinen weiteren Verwandten zählt der Schauspieler Henry Winkler, der ein Cousin Belzers ist.
Nachdem er mehrfach verschiedener Schulen verwiesen worden war, machte er schließlich seinen Abschluss an der Andrew Warde High School in Fairfield. Es folgte der Besuch des Dean Junior College in Franklin (Massachusetts), von dem er nach seiner Teilnahme als Rädelsführer bei Studentendemonstrationen verwiesen wurde. In den 1960er-Jahren betätigte er sich unter anderem als Journalist für die Bridgeport Post und kurzzeitig als Yogalehrer, bevor er in die Armee eintrat.
Ende der 1960er-Jahre zog er nach New York City, wo er mit der Sängerin Shelley Ackerman zusammenlebte und erste Engagements als Stand-Up-Komiker in Nachtklubs wie Pips, The Improv und Catch a Rising Star erhielt. Neben seiner Konzentration auf die Arbeit als Komiker – Belzer war zeitweise für die Fernsehsendung Saturday Night Live als Warm-Up-Komiker tätig – begann er, sich in den 1970er-Jahren auch als Schauspieler zu betätigen. Eine Art Markenzeichen für ihn wurde seine Jagger-Parodie „ein Hahn auf LSD“. In den folgenden Jahren hatte er Nebenrollen in Filmen wie Scarface, Night Shift und Fame – Der Weg zum Ruhm. Hinzu kamen Moderationen humoristischer Radiosendungen wie Brink & Belzer sowie Gastauftritte in Sendungen wie der The Howard Stern Show.
Für das amerikanische Kabelfernsehen moderierte er in den 1980er-Jahren die Talkshow Hot Properties. Dabei demonstrierte ihm am 27. März 1985 sein Gast, der Wrestler Hulk Hogan, seine Kampftechnik während einer Showeinlage. Dabei stürzte Belzer bewusstlos zu Boden und schlug sich den Kopf auf, was zu einer Schädelverletzung führte. Belzer erhielt daraufhin von Hogan eine siebenstellige Summe Schmerzensgeld, von der er sich ein Haus in Frankreich kaufte. Dort lebte er mit seiner Frau, wenn er nicht berufsbedingt in den Staaten tätig war.
In den 1990er-Jahren trat Belzer in zahlreichen Fernsehserien auf und übernahm Rollen als Synchronsprecher für Zeichentrickserien wie South Park. Außerdem trat er in einer Nebenrolle als Inspektor Henderson in Superman – Die Abenteuer von Lois & Clark auf. Von 1993 bis 2013 verkörperte er in den Serien Homicide (1993–1999) und Law & Order: Special Victims Unit (ab 1999) jeweils die Rolle des Polizisten Detective John Munch als Hauptfigur. Im Serienfinale der 15. Law-&-Order-Staffel hatte er 2014 zudem einen Gastauftritt, dem weitere folgen sollten. Der von ihm dargestellte Detective war derart populär, dass er in dieser Rolle auch Gastauftritte in anderen Serien hatte, wie zum Beispiel Akte X. Insgesamt verkörperte Belzer den Charakter John Munch in 21 Staffeln, womit er einen Rekord in der Darstellung einer Serienfigur aufstellte.
Abseits seiner schauspielerischen Tätigkeit war er häufig Gast in politischen und humoristischen Fernsehshows wie Real Time with Bill Maher.
Belzer starb am 19. Februar 2023 im Alter von 78 Jahren in Beaulieu-sur-Mer.

## Privatleben und politisches Engagement
In den 1980er-Jahren überstand Belzer erfolgreich eine Hodenkrebserkrankung. Ab 1985 war er mit der Schauspielerin Harlee McBride verheiratet. In zwei früheren Ehen war er mit Gail Susan Ross (1966–1972) und Dalia Danoch (1976–1978) verheiratet.
Politisch rechnete Belzer sich dem linksintellektuellen Spektrum zu. Während der US-Präsidentschaftswahlen von 2004 gab er eine Wahlempfehlung zugunsten des demokratischen Präsidentschaftsbewerbers John Kerry ab. Im Präsidentschaftswahlkampf 2008 bekundete Belzer mehrfach seine Unterstützung für den demokratischen Kandidaten Barack Obama.

## Filmografie (Auswahl)
- 1974: The Groove Tube (Big Gäg Moviestation)
- 1975–1980: Saturday Night Live (Fernsehserie, 3 Folgen)
- 1980: Fame – Der Weg zum Ruhm (Fame)
- 1983: Scarface
- 1985: Das Model und der Schnüffler (Moonlightning, Fernsehserie, Folge 2x10)
- 1986: Miami Vice (Fernsehserie, Folge 2x21)
- 1988: Freeway – Der wahnsinnige Highway Killer (Freeway)
- 1989: Fletch – Der Tausendsassa (Fletch Lives)
- 1990: Fegefeuer der Eitelkeiten (The Bonfire of Vanities)
- 1990–1991: Flash – Der Rote Blitz (The Flash, Fernsehserie, 10 Folgen)
- 1991: Auf der Sonnenseite des Lebens (Missing Pieces)
- 1993: Sein Name ist Mad Dog (Mad Dog and Glory)
- 1993–1999: Homicide (Fernsehserie, 119 Folgen)
- 1994: Hallo Schwester! (Nurses, Fernsehserie, Folge 3x15)
- 1994: Puppet Masters – Bedrohung aus dem All (The Puppet Masters)
- 1994: Superman – Die Abenteuer von Lois & Clark (Lois & Clark: The New Adventures of Superman, Fernsehserie, 4 Folgen)
- 1995: Not of This Earth
- 1996: Die Brady Family 2 (A Very Brady Sequel)
- 1996–2000: Law & Order (Fernsehserie, 4 Folgen, als Det. John Munch)
- 1997: Akte X – Die unheimlichen Fälle des FBI (The X-Files, Fernsehserie, Folge 5x03)
- 1998: Species II
- 1999: Verrückt nach dir (Mad About You, Fernsehserie, Folge 7x18)
- 1999: Der Mondmann (Man on the Moon)
- 1999–2014, 2016: Law & Order: Special Victims Unit (Fernsehserie, 242 Folgen)
- 2000: Hinterm Mond gleich links (3rd Rock from the Sun, Fernsehserie, Folge 6x04)
- 2005: Law & Order: Trial by Jury (Fernsehserie, Folge 1x08)
- 2006: Arrested Development (Fernsehserie, Folgen 3x09, 3x12)
- 2008: The Wire (Fernsehserie, Folge 5x07)
- 2010: Polish Bar
- 2011, 2013: 30 Rock (Fernsehserie, Folgen 5x13, 7x12)
- 2013: Santorini Blue

## Werke
- How to Be a Stand-Up Comic, 1988, ISBN 0-394-56239-9.
- UFOs, JFK, and Elvis: Conspiracies You Don’t Have to be Crazy to Believe, 1999, ISBN 0-345-42918-4.
- Momentum: The Struggle for Peace, Politics, and the People , 2002, ISBN 978-0-340-79394-7.
- I Am Not a Cop!, 2008, ISBN 1-4165-7066-7.
- I Am Not a Psychic!, 2009, ISBN 1-4165-7089-6.
- Dead Wrong: Straight Facts on the Country’s Most Controversial Cover-Ups, 2012, ISBN 1-61608-673-4.
- Hit List: An In-Depth Investigation into the Mysterious Deaths of Witnesses to the JFK Assassination, 2013, ISBN 978-1-62087-807-1.
- Someone Is Hiding Something: What Happened to Malaysia Airlines Flight 370?, 2015, ISBN 978-1-63220-728-9.